# Ahorn, Baden-Württemberg
Ahorn är en kommun i Main-Tauber-Kreis i regionen Heilbronn-Franken i Regierungsbezirk Stuttgart i förbundslandet Baden-Württemberg i Tyskland. Kommunen bildades 31 december 1971 genom en sammanslagning av kommunerna Buch am Ahorn, Eubigheim och Hohenstadt.
Kommunen ingår i kommunalförbundet Boxberg tillsammans med staden Boxberg.